# Уласевич, Елена Генриховна
Елена Генриховна Уласевич (род. 1956) — белорусская колхозница и политическая активистка польского происхождения, связанная с селом Ивье, народный депутат СССР (1989—1991).

## Биография
Была дояркой колхоза имени XXII партийного съезда КПСС в Ивьем (в настоящее время — СПК имени Баума), а также руководителем предприятия переработки сельскохозяйственной продукции колхоза имени Владимира Ильича в Ивьевском районе. Получила неполное высшее образование. Была членом КПСС. В марте 1989 года была избрана депутатом Верховного Совета СССР в избирательном округе в территориальное № 561 в Ошмянах. Работала в интересах польской общины в Беларуси.